# نوجه‌ده کوه
نوجه‌ده کوه یکی از روستاهای استان آذربایجان شرقی است که در دهستان قوری‌گل بخش مرکزی شهرستان بستان‌آباد واقع شده‌است.این روستا ۷۰۰ نفر جمعیت دارد.از جاذبه های گردشگری این روستا میتوان به پیست اسکی سهند و دریاچه طبیعی قوچ گولی در دامنه قله کمال و چشمه های آب معدنی باش بولاغ و قیخ بولاغ و ..اشاره کرد.